# Growing Up in Public
Growing Up in Public – dziesiąty album Lou Reeda wydany w kwietniu 1980 przez wytwórnię Arista Records. Nagrań dokonano w AIR Studios na wyspie Montserrat.

## Lista utworów
1. „How Do You Speak to an Angel?” (L. Reed, M. Fonfara) – 4:08
2. „My Old Man” (L. Reed, M. Fonfara) – 3:15
3. „Keep Away” (L. Reed, M. Fonfara) – 3:31
4. „Growing Up in Public” (L. Reed, M. Fonfara) – 3:00
5. „Standing on Ceremony” (L. Reed, M. Fonfara) – 3:32
6. „So Alone” (L. Reed, M. Fonfara) – 4:05
7. „Love Is Here to Stay” (L. Reed, M. Fonfara) – 3:10
8. „The Power of Positive Drinking” (L. Reed, M. Fonfara) – 2:13
9. „Smiles” (L. Reed, M. Fonfara) – 2:44
10. „Think It Over” (L. Reed, M. Fonfara) – 3:25
11. „Teach the Gifted Children” (L. Reed, M. Fonfara) – 3:20

## Skład
- Lou Reed – śpiew, gitara
- Michael Fonfara – instr. klawiszowe, gitara
- Chuck Hammer – gitara, syntezator gitarowy
- Michael Suchorsky – perkusja
- Ellard „Moose” Boles – gitara basowa, dalszy śpiew
- Stuart Heinrich – gitara, dalszy śpiew

produkcja
- Corky Stasiak – inżynier dźwięku
- Lou Reed – producent
- Michael Fonfara – producent